# Hirschberg (Herborn)
Hirschberg is een plaats in de Duitse gemeente Herborn, deelstaat Hessen, en telt 292 inwoners (2008).